# Kinnara flavofasciata
Kinnara flavofasciata är en insektsart som beskrevs av William Lucas Distant 1916. Kinnara flavofasciata ingår i släktet Kinnara och familjen Kinnaridae. Inga underarter finns listade i Catalogue of Life.